# Conicera procericornis
Conicera procericornis är en tvåvingeart som beskrevs av Schmitz 1927. Conicera procericornis ingår i släktet Conicera och familjen puckelflugor.
Artens utbredningsområde är Bismarckarkipelagen. Inga underarter finns listade i Catalogue of Life.